# Coccoloba peltata
Coccoloba peltata är en slideväxtart som beskrevs av Heinrich Wilhelm Schott. Coccoloba peltata ingår i släktet Coccoloba och familjen slideväxter. Inga underarter finns listade i Catalogue of Life.